# Савка андійська
Савка андійська (Oxyura ferruginea) — вид водних птахів родини качкових (Anatidae).

## Поширення
Вид поширений в Південній Америці. Мешкає в Андах. Ареал виду охоплює території від Колумбії на південь до Вогняної Землі в Аргентині. Вид зустрічається в прісноводних озерах, невеликих басейнах і водно-болотних угіддях з підводною рослинністю та відкритих водоймах, але він уникає проточні води. Зазвичай вид зустрічається на висоті приблизно 2500–4500 метрів над рівнем моря, але значно нижче в південних Андах і лише приблизно до 875 метрів над рівнем моря в східній Болівії. Пропонований підвид andina зустрічається на висотах приблизно до 2000–4000 м над рівнем моря.

## Опис
Крижні мають розміри приблизно 45–48 см і зазвичай важать 817—848 г. Має досить пухке тіло і коротку шию. Дзьоб досить плоский, увігнутий і широкий, сіро-блакитного кольору. Голова і коротка шия чорні в період розмноження, а груди, верхня частина і боки червонувато-коричневого кольору. Черево сіро-біле з більш темними плямами. Хвіст чорний, короткий і жорсткий. Нижні кінцівки дуже короткі та вугільно-сірого кольору. Коли настає сезон розмноження, самець приймає темну форму і стає схожим на самицю, яка майже темно-сірого кольору.